# Rasgulla

Rasgulla (bengalî : রসগোল্লা, rôshogolla ; API : [ˈrɔʃoˌgolːa] ; oriya : ରସଗୋଲା, rasagolla ; hindî : रसगुल्ला, rasgulla), est un dessert traditionnel du Bengale et d'Odisha, consistant en boules de fromage non mûr ou de lait caillé (chenna), baignant dans un  sirop sucré.

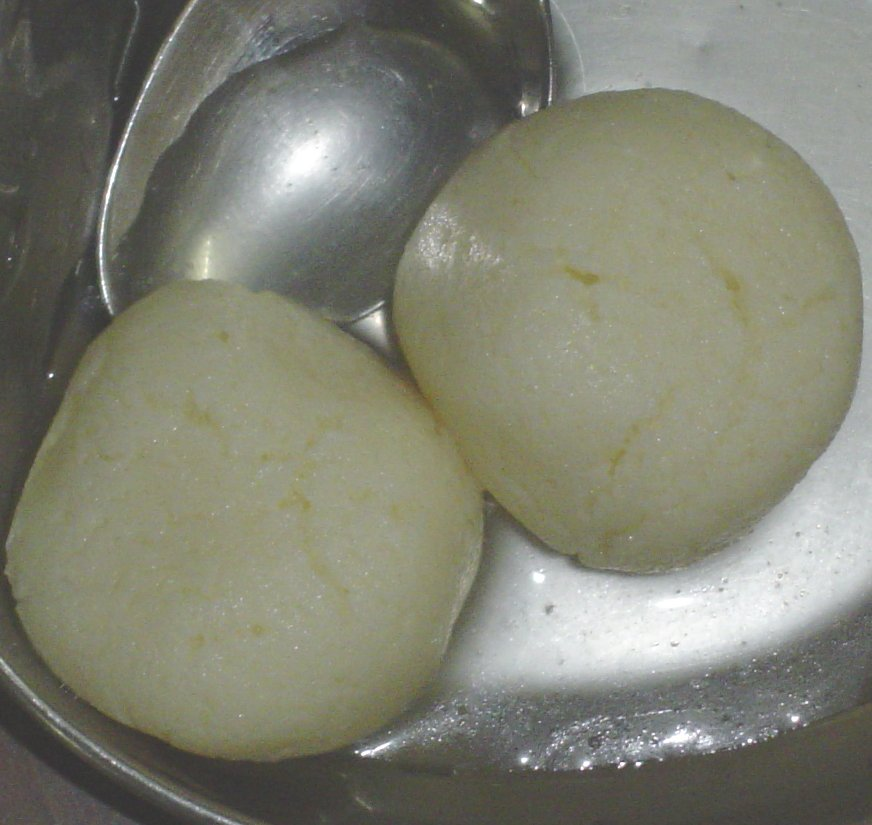
Deux boulettes.
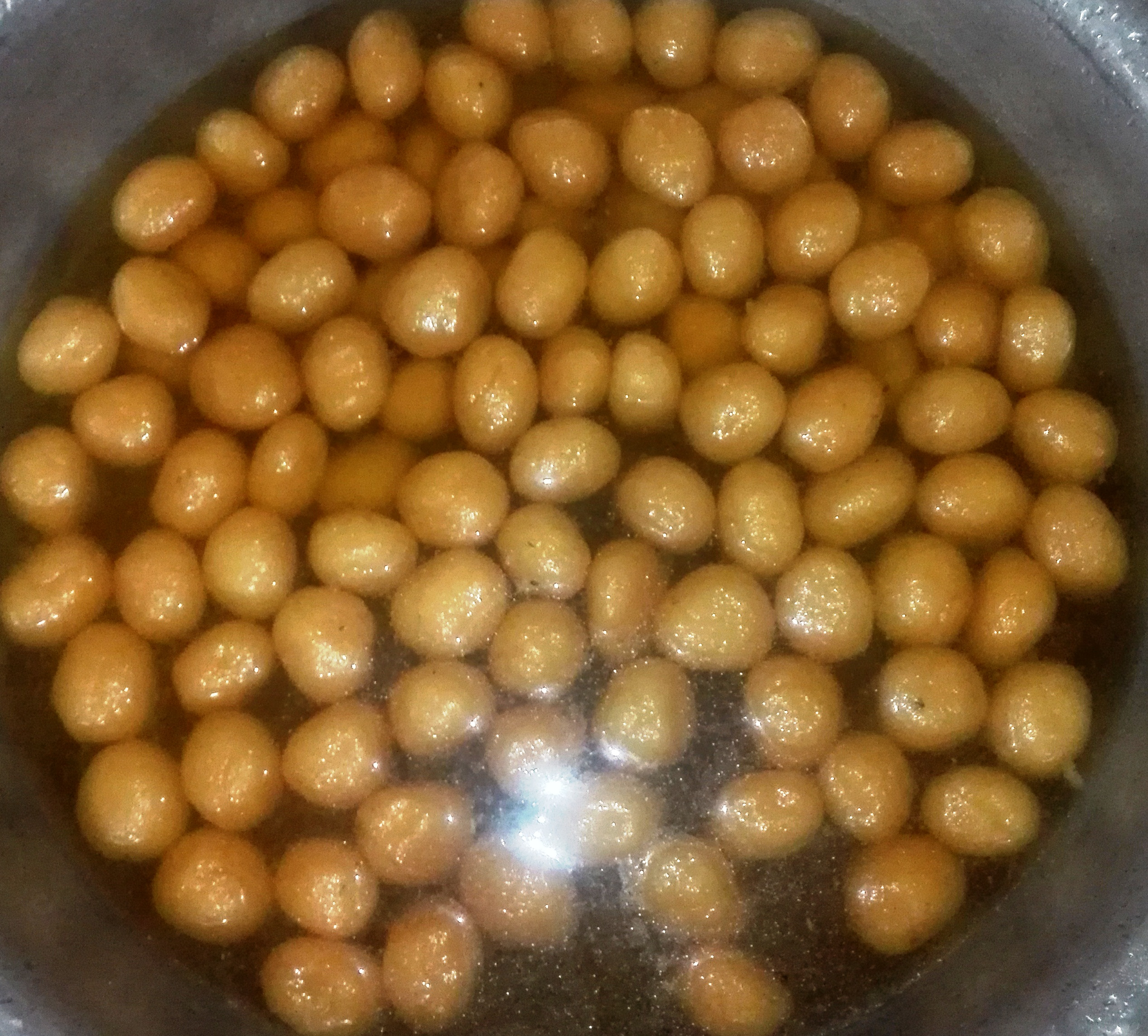
Rosogollas.
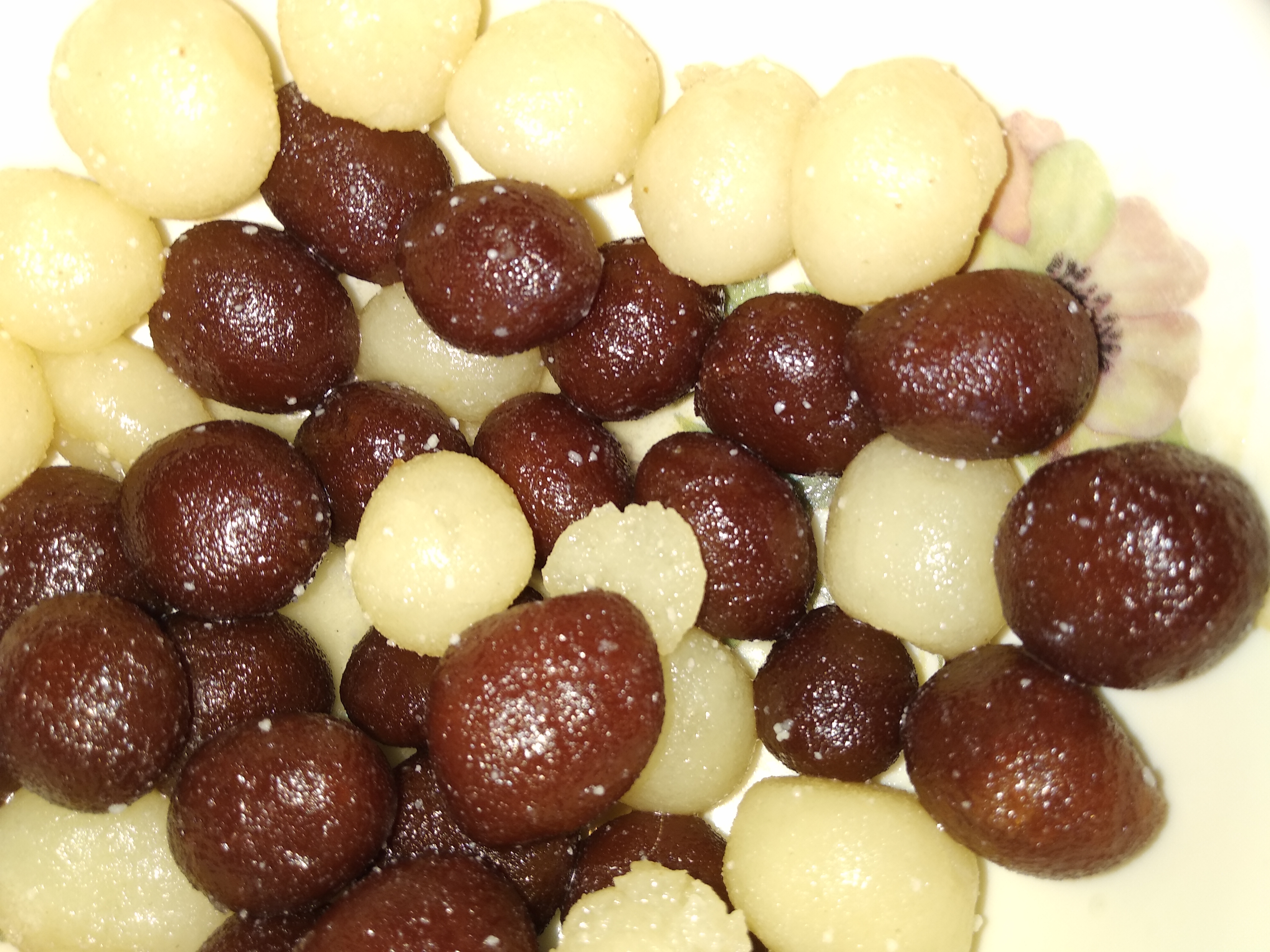
Rasgulla et Gulab Jamun
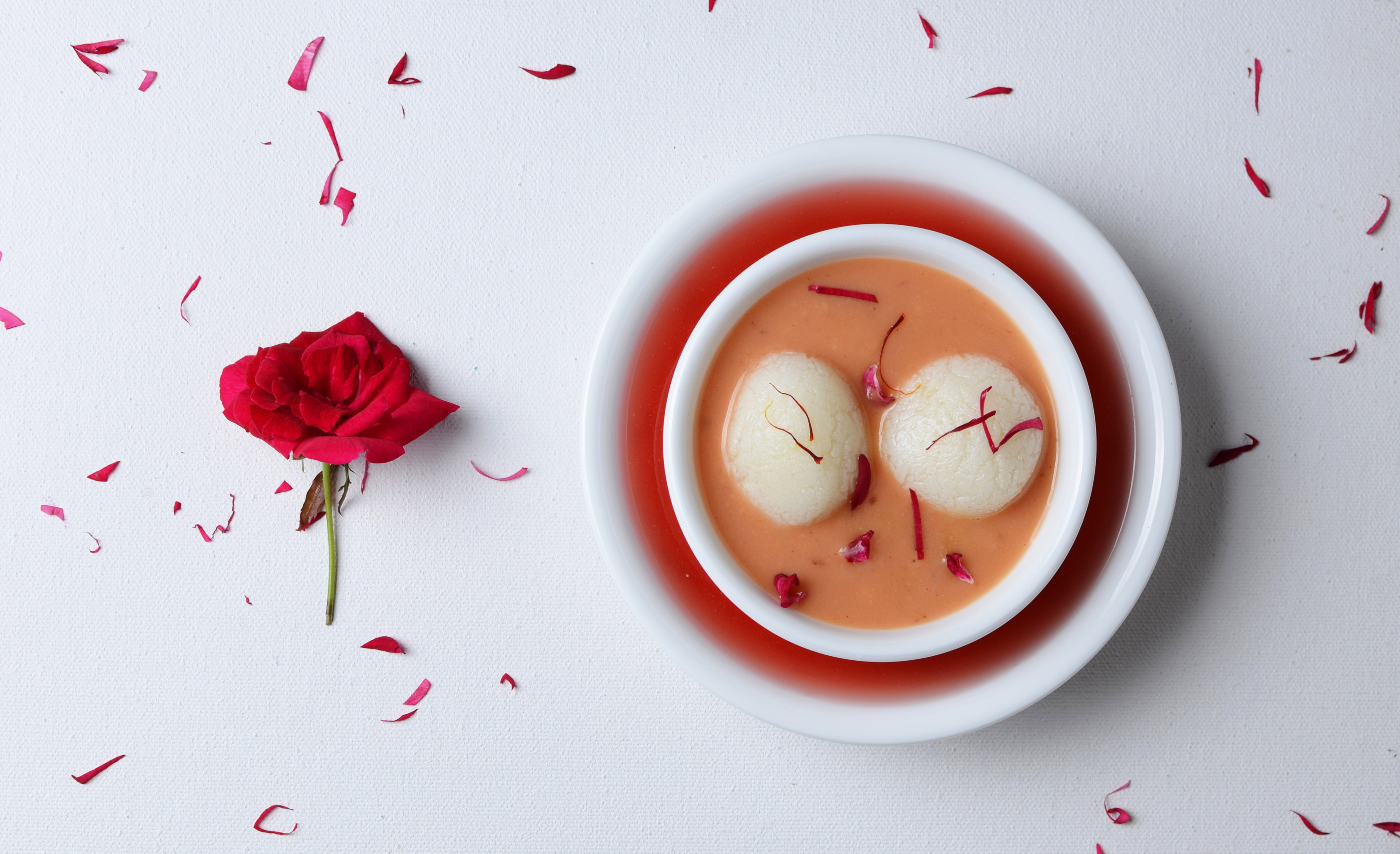
Plat festif de rasgulla (Juin 2015).

Le chenna sucré est mélangé avec un peu de semoule et roulé en petites boules, qui sont par la suite bouillies dans du sirop sucré léger jusqu'à ce que le sirop imprègne complètement les boulettes. Parmi les variantes, on trouve kheer mohan (plus grandes), rasmalai (remplace le sirop avec le lait sucré), et kamala bhog (extrait d'orange à la place du sirop) ; on peut également mettre de la cardamome au centre des boulettes pour les parfumer.

## Source
- (en) Cet article est partiellement ou en totalité issu de l’article de Wikipédia en anglais intitulé « Rasgulla » (voir la liste des auteurs).